# ميلانيزيا

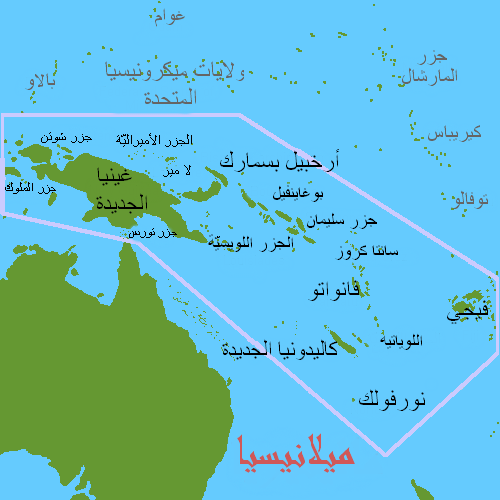
ميلانيزيلا

ميلانيزيا أو مِلانِزيَة هي منطقة فرعية من أوقيانوسيا تمتد من جزيرة غينيا الجديدة في جنوب غرب المحيط الهادئ حتى تونغا شرقا.
تضم المنطقة أربع دول مستقلة هي فيجي، فانواتو، جزر سليمان، بابوا غينيا الجديدة، بالإضافة إلى المجموعة الفرنسية الخاصة في كاليدونيا الجديدة، وإندونيسا (غينيا الغربية)، وتقع معظم المنطقة في نصف الكرة الجنوبي، مع وجود عدد قليل من الجزر الشمالية الغربية الصغيرة لغرب غينيا الجديدة الواقعة في نصف الكرة الشمالي.
اسم ميلانيزيا (باللغة الفرنسية Mélanésie) استخدم لأول مرة من قبل جول دومون دو أورفيل في 1832 للدلالة على المجموعة العرقية والجغرافية المختلفة عن جزر بولينيزيا وميكرونيزيا. الأمر الأهم هو أن هذا التعبير يجمع بين مجموعتين مميزتين جداً، الأوسترونيسيين والبابوانيين.

## علم أصل الكلمة
اسم ميلانيزيا، مشتق من (اليونانينة μέλας)، والتي تعني أسود، و (island)، والتي نعني جزيرة، ويعني الاسم اشتقاقيًا «جزر الناس السوداء»، في إشارة إلى البشرة الداكنة للسكان.

## التاريخ
تشير نظرية التشتت الجنوبي إلى أنهم هاجروا من إفريقيا بين 50000 و 100000 سنة مضت وانتشروا على طول الحافة الجنوبية لآسيا. جاءت الهجرة الأولى إلى المنطقة منذ أكثر من 40 ألف عام. جاء توسع آخر في جزر ميلانيزيا الشرقية بعد ذلك بكثير، ربما بين 4000 و 3000 قبل الميلاد.

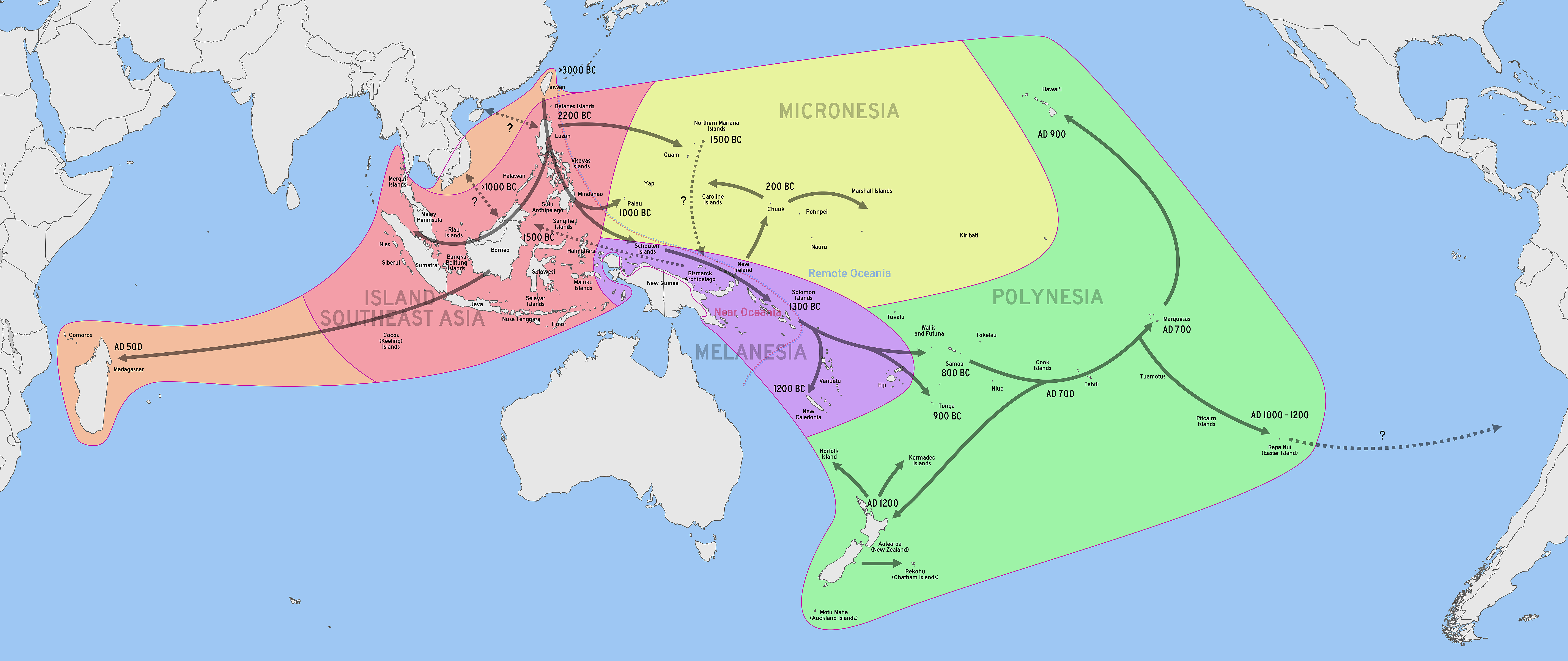
هجرات الشعوب الأسترونيزية عبر المحيطين الهندي والهادئ

على طول الساحل الشمالي لغينيا الجديدة وفي الجزر الواقعة شمال وشرق غينيا الجديدة، كان الشعب الأسترونيزي، الذين هاجروا إلى المنطقة منذ أكثر من 3000 سنة إلى حد ما،  واتصالت الشعوب الأسترونيزية مع هؤلاء الموجودين مسبقًا وهم سكان الشعوب الناطقة باللغة البابوية.

## الجغرافيا

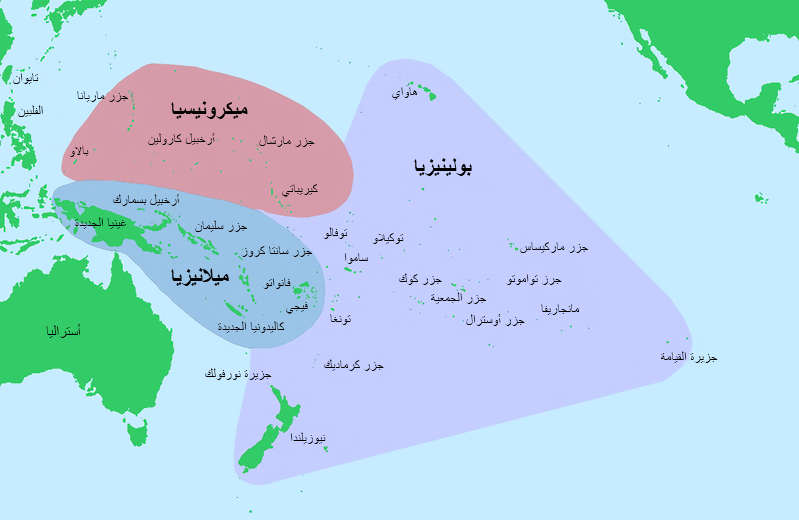
مجموعات الجزر الرئيسية الثلاثة في المحيط الهادئ:
ميلانيزيا
ميكرونيسيا
بولنيزيا

تبلغ مساحة المنطقة 940.000 كيلومتر2، وتنقسم إلى قسمين هما: جزيرة غينيا الجديدة وجزر المحيط الأخرى، والتي تتكون من «سلسلة من الأرخبيلات والجزر والجزر المرجانية والشعاب المرجانية».  وهذا يشمل أرخبيل لويزياد (بابوا غينيا الجديدة) وأرخبيل بسمارك (جزء من بابوا غينيا الجديدة وجزر سليمان) وجزر سانتا كروز(جزء جزر سليمان). وتتكون فانواتو من سلسلة جزر نيو هبريدس. وتتكون كاليدونيا الجديدة من جزيرة كبيرة واحدة والعديد من السلاسل الصغيرة، بما في ذلك جزر لويالتي. أما فيجي فتتألف من جزيرتين رئيسيتين، فيتي ليفو وفانوا ليفو، والجزر الصغيرة، بما في ذلك جزر لاو.
بالإضافة إلى الجزر المذكورة أعلاه، هناك العديد من الجزر والجزر المرجانية الصغيرة في ميلانيزيا. وتشمل هذه:
- جزر أمفليت، بابوا غينيا الجديدة
- جزر D'Entrecasteaux، بابوا غينيا الجديدة
- جزيرة نورفولك، أستراليا (جغرافيا فقط)
- جزر راجا أمبات، بابوا الغربية، إندونيسيا
- جزر آرو، مالوكو، إندونيسيا (جغرافيًا فقط)
- روتوما، فيجي
- جزر شوتين، بابوا، إندونيسيا
- جزر مضيق توريس، مقسمة سياسيًا بين أستراليا وبابوا غينيا الجديدة
- جزر تروبرياند، بابوا غينيا الجديدة
- جزيرة وودلارك، بابوا غينيا الجديدة

## السياسة

### الدول والأقليم
| البلد                                  | العاصمة             | المساحة (كم2) | عدد السكان | الكثافة السكانية | اللغات الرسمية                         |
| -------------------------------------- | ------------------- | ------------- | ---------- | ---------------- | -------------------------------------- |
| بابوا غينيا الجديدة                    | بورت مويسبي         | 462840        | 8251000    | 17.8             | الإنجليزية، ولغة توك بيسين، وهيري موتو |
| جزر سليمان                             | هونيارا             | 28896         | 622469     | 21.5             | الإنجليزية                             |
| فيجي                                   | سوفا                | 18274         | 915696     | 50.1             | الإنجليزيّة، الفيجيّة، فيجية هندية       |
| فانواتو                                | بورت فيلا           | 12190         | 258000     | 21.1             | البسلاما والإنجليزية والفرنسية         |
| كاليدونيا الجديدة (فرنسا)              | نوميا               | 18576         | 280460     | 15               | الفرنسية                               |
| إندونيسيا مقاطعتي بابوا، بابوا الغربية | مانوكواري، جايابورا | 480830        | 4021400    | 8.3              | الإندونيسية                            |
| أستراليا جزر مضيق توريس                | جزيرة الخميس        | 566           | 4514       | 7.9              | الإنجليزيّة                             |

## اللغات
تنتمي معظم لغات ميلانيزيا إلى عائلة اللغات الأسترونيزية أو إحدى اللغات البابوية العديدة.
وحسب إحصاء واحد، هناك 1319 لغة في ميلانيزيا، منتشرة عبر مساحة صغيرة من الأرض. تعد نسبة 716 كيلومترًا مربعًا لكل لغة إلى حد بعيد أكثر معدل كثافة للغات فيما يتعلق بكتلة اليابسة على الأرض.
بالإضافة إلى العديد من لغات السكان الأصليين، وأبرزها هي التوك بيسين وهيري موتو في بابوا غينيا الجديدة.

## صور

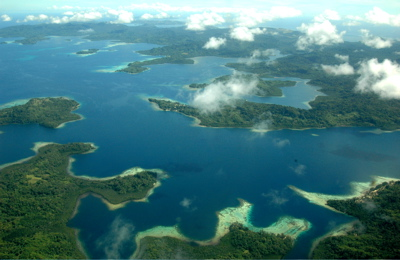
منظر جوي لجزر سليمان
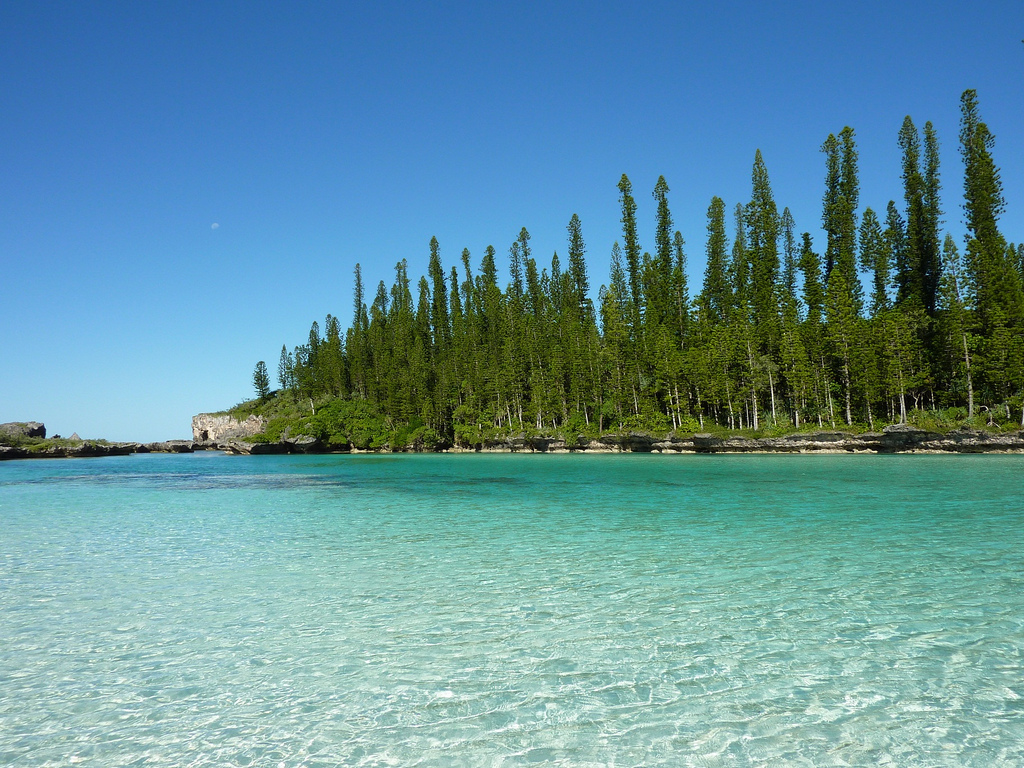
كاليدونيا الجديدة
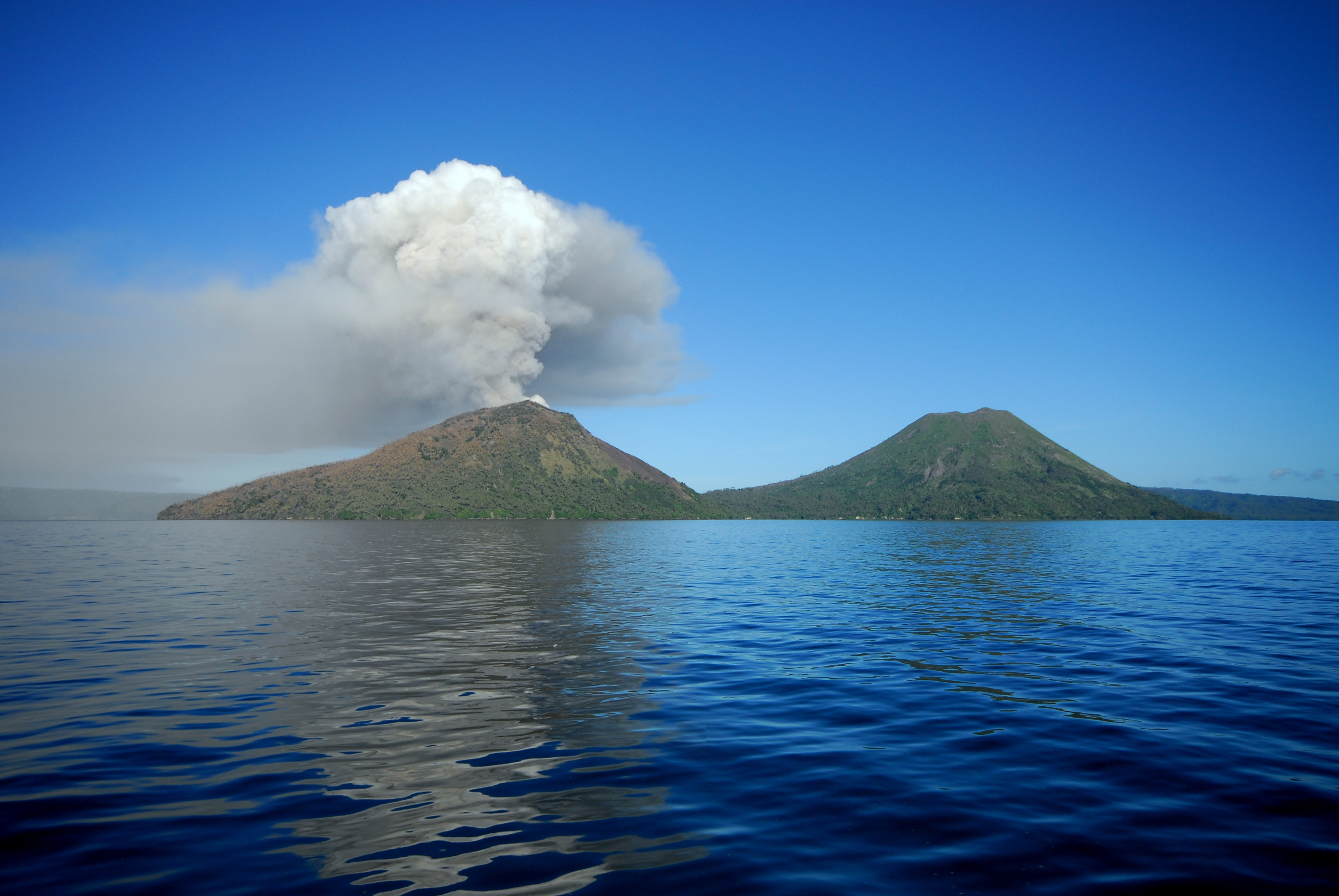
جبل تافورفور في بابوا غينيا الجديدة

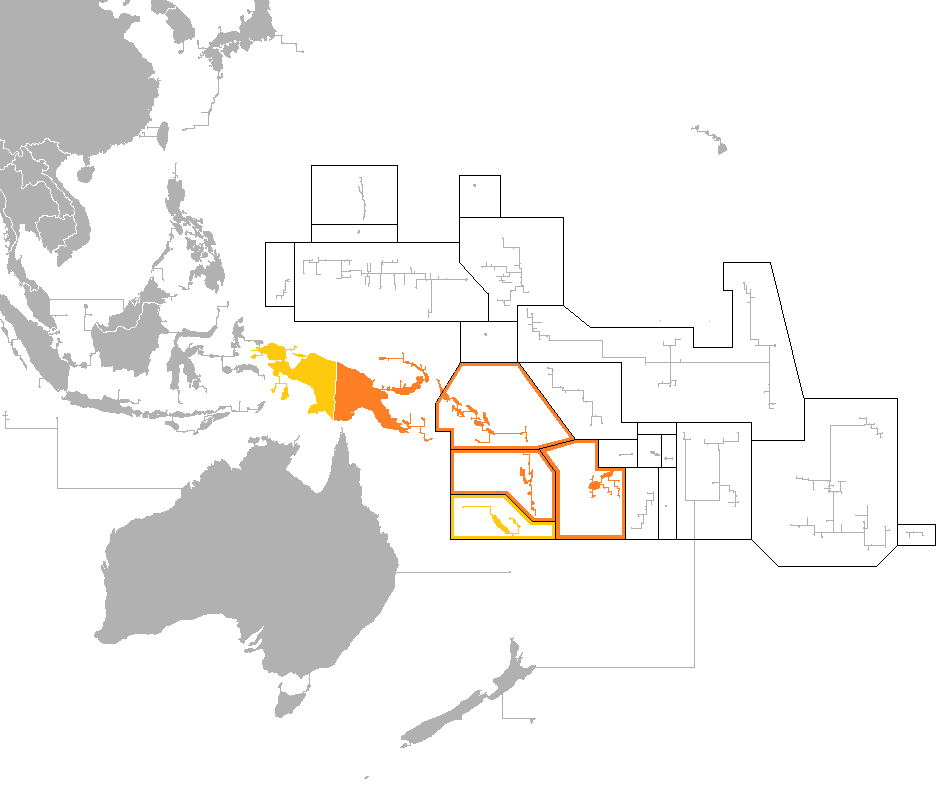
دول ذات سيادة
أقاليم تابعة